# Habenaria ortiziana
Habenaria ortiziana är en orkidéart som beskrevs av Roberto González Tamayo. Habenaria ortiziana ingår i släktet Habenaria och familjen orkidéer. Inga underarter finns listade i Catalogue of Life.